# 環形天線

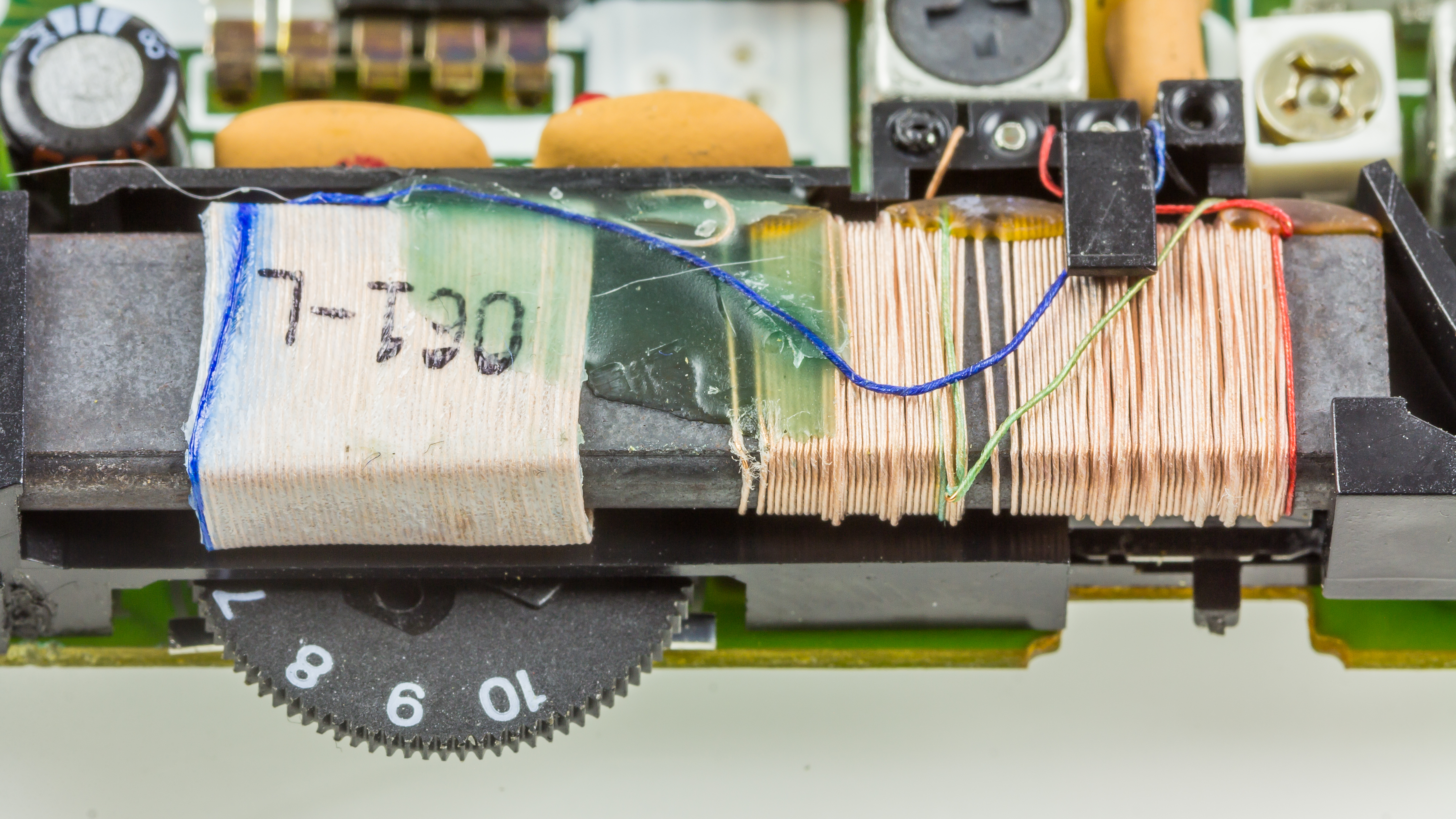
铁氧体环棒天线，是一种用于便携式收音机中AM接收的小环，由缠绕铁氧体磁芯的导线组成；是当今最常见的环形天线类型。

环形天线是一种由导线、管子或其他电导体的环路或线圈组成的无线电天线，其发射通常由平衡电源供电，接收则由平衡负载供电。有两种（或三种）不同的类型天线符合上述物理描述：
大型环形天线也称为自谐振环形天线或全波环形天线；它们的周长接近于工作频率下的波长整数倍，这使得它们在该频率下自谐振。 大型环形天线在其第一个全波谐振点处辐射方向图呈双波瓣，在垂直于环平面的两个方向上达到峰值。 
光环天线通常可视作两端不闭合的弯折缩短的偶极子。一些学者倾向于将它们排除在环形天线之外，因为它们可以视作弯曲偶极子；其他学者则将光环天线视为大型环形天线和小型环形天线之间的中间类别，或小型发射环的极端上限尺寸特例：在形状和性能上，光环天线与小型环形天线非常相似，唯一的区别在于其具备自谐振能力，并且具有更高的辐射电阻。 （见下文讨论）
小型环形天线也称为磁环天线或调谐环形天线；它们的周长小于工作波长的一半（通常不超过 1 /3至 1 /4波长）。它们主要用作接收天线，但有时也用于发送，尽管它们的效率较低；周长小于约十分之一波长的环形天线效率过低，很少用于传输。一个常见的小型环形天线的例子是AM广播收音机的磁棒天线。  小型环形天线的最大辐射方向位于环平面内，与大型环形天线波束峰值方向正交。
小型环形天线根据其优化目的分为两种子类型：
小型接收环形天线是一种紧凑型天线，其设计目标为可以捕获波长远大于其尺寸的无线电波，这是全尺寸天线不可能做到的，或者相应的全尺寸天线不实际。如果它们的周长小于十分之一波长，会产生超锐利零深方向（信号会在此处消失），实现极高的方向测度。 优于多数中型天线，并媲美许多大型定向天线系统。小型发射环针对紧凑型天线进行了优化，是“最小损失”的信号辐射器。任何类型的小天线都是低效的，但当全尺寸天线不实际时，可以使用小型环形天线，令其周长尽可能接近半波长（尽管通常不超过0.3倍波长）使其更适合发送。尽管这样会牺牲掉更小的小型环形天线所具备的精确定向能力。

## 大型自谐振环形天线
本节中针对大型环形天线的分析基于其首阶谐振频率工作状态。在该频率下，电磁波的自由空间波长略小于环的周长，“大型”环形天线此时达到最小可实现周长。 
用于所谓短波频率的自谐振环形天线相对较大，其周长略大于预期的工作波长，因此圆形环的直径最大会达到约53米（对应频率约为1.8 MHz） 。在更高的频率下，它们的尺寸会变小，直径缩减至约3.4米（对应频率30 MHz）。
大型环形天线可以被等效为平行导线被分离展开成某种椭圆形或多边形的折叠偶极子。环的形状可以是圆形、三角形、正方形、长方形，或者任何闭合的多边形，但为了产生共振，环的周长必须略大于波长。 

### 形状

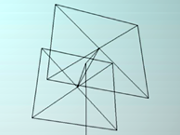
方框天线是一个方形的自谐振环；该天线还包括一个寄生元件。

环形天线的形状可采用圆形、正方形或其他任意封闭的几何形状，只需其总周长略大于一个波长即可。业余无线电中最流行的形状方框天线（Quad antenna）即方形自谐振环形天线，通过×形支撑框架布设导线构成。为实现方向性增强，可平行堆叠一个或多个寄生环作为“寄生”引向器或反射器，形成增益随寄生单元数量递增的单向天线阵列。此设计旋转45°可演变为菱形结构（由十字框架支撑）。三角环形天线（△形）可以由单个桅杆支撑，因此也用作垂直方向的环形天线。 当采用宽高比1:2的矩形环时，可获得增益优化，同时实现50Ω电阻匹配。 （§ 9.6.2）
与偶极天线不同，谐振环天线的极化方向与环的朝向并不显著相关，而是取决于其馈源点的位置。 如果垂直方向的环路在底部供电，则其辐射将为水平极化；从侧面供电将使其发射垂直极化波。

### 辐射模式
环形天线在首阶谐振频率工作时，其辐射方向图的主波束峰值垂直于环平面。当频率升高至更高阶谐振点时，垂直方向辐射逐渐减弱，同时在环平面附近形成高强度波瓣。  （p.  235）
在较低短波频段，全尺寸环形天线因物理尺寸较大，通常采用水平架设方式——环平面平行于地面，导线通过周边桅杆支撑于较低高度。 此配置产生水平极化辐射，最低谐振点附近的辐射峰值位于垂直方向，适用于区域性NVIS通信，但对大陆尺度通信效率有限。
当频率升至约10 MHz以上（对应天线直径约10米）时，垂直架设方案（环平面垂直于地面）更具实用性，可将主波束指向地平线方向。若频率足够高使天线尺寸小型化，则可配备天线旋转器实现方向调节。相较于偶极子或折叠偶极子，垂直大环向天空/地面的辐射损耗更低，在水平面两个主方向上获得约1.5 dB增益。
实际工程中通常采用端射阵列或八木式寄生单元组阵（仅一个环直接馈电，其余作为反射器/引向器）来进一步提升增益并塑造单向辐射模式，后者结构广泛应用于业余无线电方框天线（如图）。
低频段单波长水平环形天线（俗称惰性方框天线）用于本地NVIS通信，其辐射方向图呈单一垂直向上波瓣（地面反射增强天顶辐射）。该天线阻抗特性受架设高度显著影响。
工作于更高频段时通常呈现电阻与电抗复合阻抗，需配置天线调谐器匹配。当频率超越首阶谐振点后，辐射方向图发生波瓣裂变，低仰角辐射分量增强，尤其在超越第二谐振点的高频段，此特性显著提升远距离通信效能。

## 光环天线
光环天线通常被视作半波偶极天线的圆形变体。尽管可归类为弯曲偶极子，其全向辐射特性更接近小型环形天线。相较于小型环，光环天线因接近半波长的周长获得显著性能提升：物理尺寸增大使辐射阻抗呈超线性增长。
由于其远大于小型环形天线的辐射阻抗，光环天线的阻抗与50欧姆同轴电缆能很好地匹配。其建造要比小型环形天线容易，制造者无需担忧中芯导体损耗和接触电阻的损失问题。
周长为半波长的光环天线接近或处于“小型”环形天线尺寸范围的极限，但与大多数超大尺寸小型环形天线不同，可以通过将其视为弯曲偶极子来进行简化分析。

### 实际应用

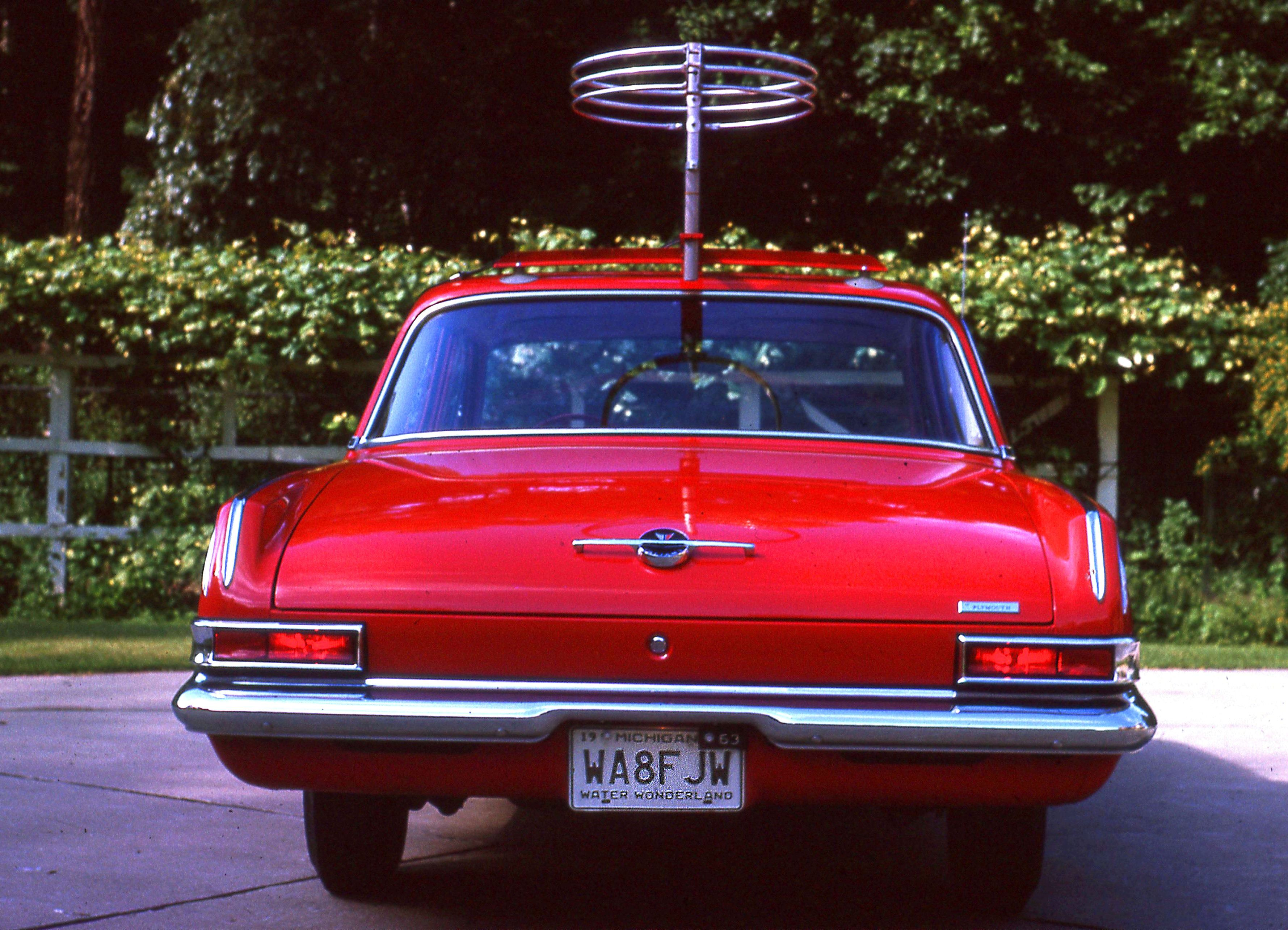
用于移动业余无线电的车顶6米光环天线（ WA8FJW） 。注意三重环的使用。

在甚高频（VHF）及以上波段，光环的物理直径足够小，可以有效地用作移动天线。
水平光环天线的水平辐射图几乎是全向的——增益3 dB或更低——并且可以通过使环路稍微变小并在元件尖端之间添加更多电容来实现平衡。这不仅会使增益均匀，还会减少向上的辐射，对于甚高频来说，向上的辐射通常会因辐射到太空而被浪费。
与单极子和偶极子天线相比，光环天线接收的附近电火花干扰（例如车辆的点火噪音）更少。 

### 电气分析
尽管光环天线的外观与偶极子天线有所不同，但它可以方便地视作一个弯曲成圆形的偶极子来分析（偶极子也有一个半波辐射部分，两端为电压波腹，电流波节）。简单地使用偶极子结果可以大大简化计算，并且大多数属性与光环天线相同。光环天线的性能也可以用用于类似的、中等大小的“小型”发射环型天线技术来建模，但是为了简洁起见，在环形天线的介绍性文章中通常会跳过这种复杂的分析。

#### 光环天线的缺口
部分文献误将光环天线的开口间隙视作其与小型环形天线的本质区别（因两端无直流导通）。该观点在射频条件下不成立，弯曲紧邻的高压端形成强电容耦合，电流以位移电流的形式穿过间隙。光环中的间隙在电气上相当于小环上的调谐电容，尽管所涉及的寄生电容并不那么大。 

## 小型环形天线

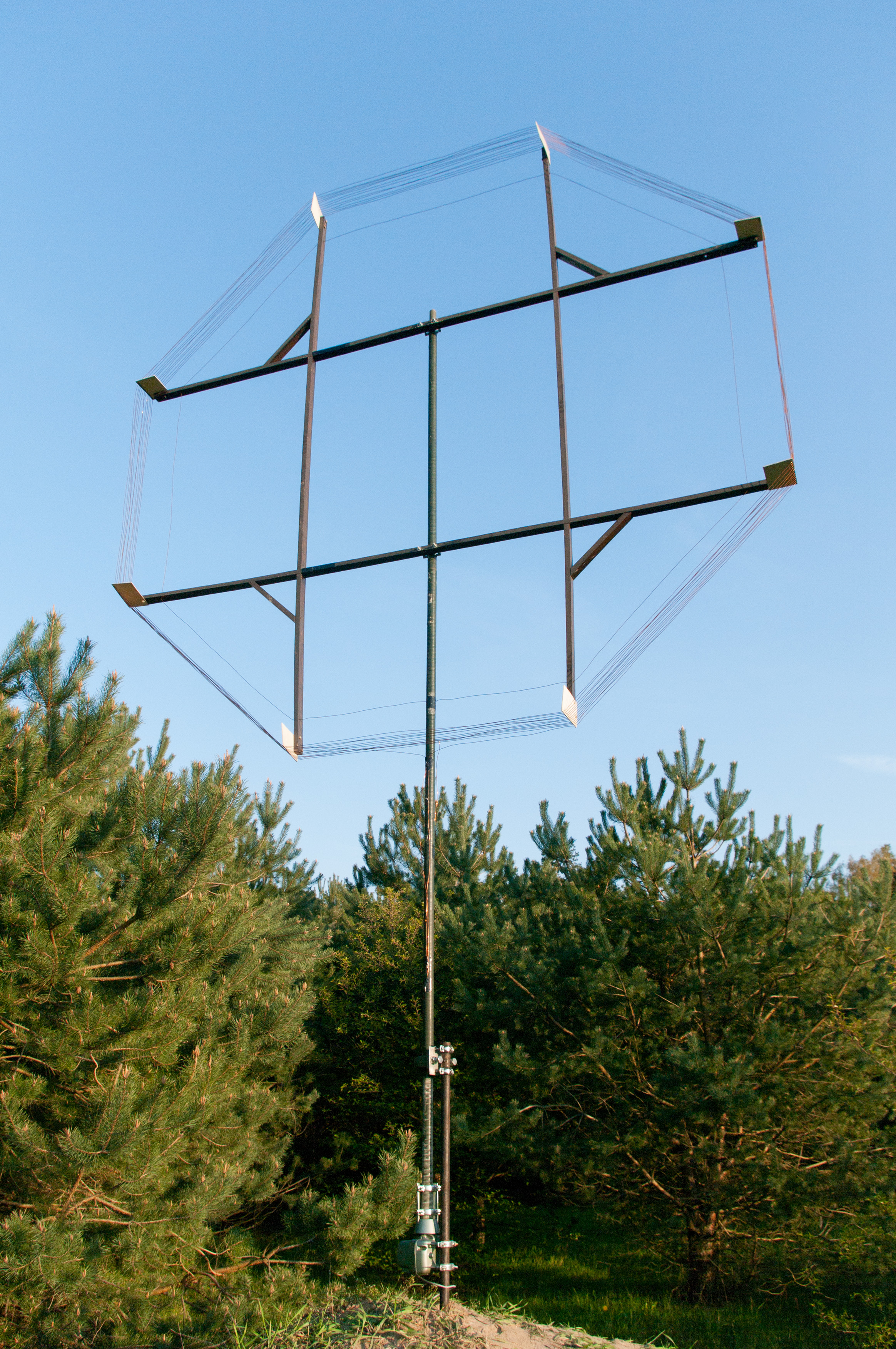
直径整整2.7 m的“小型”环型接收天线，其“小型”系与它所使用的LF和MF波长相比的。

小型环形天线的"小型"本质在于其电尺寸小于工作波长。其辐射/接收特性与大型环形天线相反：小型环形天线的最大接收和辐射方向在环平面内，而不是像大型环形天线一样在环平面的侧面（垂直）。  :235
与所有物理尺寸远小于工作波长的天线一样，小环形天线的辐射电阻较小，与欧姆损耗相比微不足道，导致天线效率较差。因此，它们主要用作较低频率（波长为几十到几百米）的接收天线。辐射电阻{\displaystyle \ R_{\mathsf {rad}}\ }与面积的平方成正比：
{\displaystyle R_{\mathsf {rad}}\approx 31.2{\mathsf {\ k\Omega \ }}\left({\frac {\ N\ A\ }{\lambda ^{2}}}\right)^{2}}
其中A是环圈所包围的面积， λ是波长， N是导体绕环圈的匝数。
环形天线辐射电阻Rrad随尺寸缩减的下降程度比线天线更剧烈，因其指数关系更高：（环形天线的辐射电阻于环面积平方（约等于周长四次方）正比，而偶极子/单极子天线则是长度平方（二次方））  :5‑11通过多匝绕制可以提升辐射电阻Rrad，其机制类似于用多根平行导线构成折叠偶极子。
小型环形天线在10 MHz以下频段具备接收优势。 虽然小型环形天线的损耗可能很高，但导体损耗同时作用于信号和噪声，而低频段接收噪声主要由大气噪声和静电干扰主导（非接收器内部噪声），因此信噪比可能不受影响。更轻松地旋转较小天线的能力可能有助于最大化信号并消除干扰。小型结构便于旋转，有助于最大化信号并抑制干扰。接收环采用特定技术确保零深方向锐利：包括环臂破缺屏蔽设计，且周长严格限定在十分之一波长左右（至多四分之一波长）。发射环则需将周长最大化至三分之一波长（理想情况为半波长），以缓解低效问题，但会牺牲零深锐度。
小型环形天线又称为磁环天线，这是因为电小（电尺寸较小）接收环的响应与通过环的磁通量变化率成正比。 在较高频率（或较短波长）下，当天线不再具有电小性质时，通过环路的电流分布可能不再均匀，其响应与入射场之间的关系变得更加复杂。 在发送的情况下，电小环产生的场与轴垂直于环平面的“无穷小磁偶极子”等效。  :235
因辐射电阻极低，小型环形天线的设计优化比全尺寸天线更精细，且收发优化目标存在差异：对于全尺寸天线，发射和接收之间的互易性通常使得区别不重要，但由于接收的一些重要的射频特性与发射的不同——特别是在 10~20 MHz以下——用于接收的小环路与用于发射的小环路略有不同。尽管两者有许多共通点，但我们将在下面的两个小节中分别进行讨论。

### 小型接收环形天线

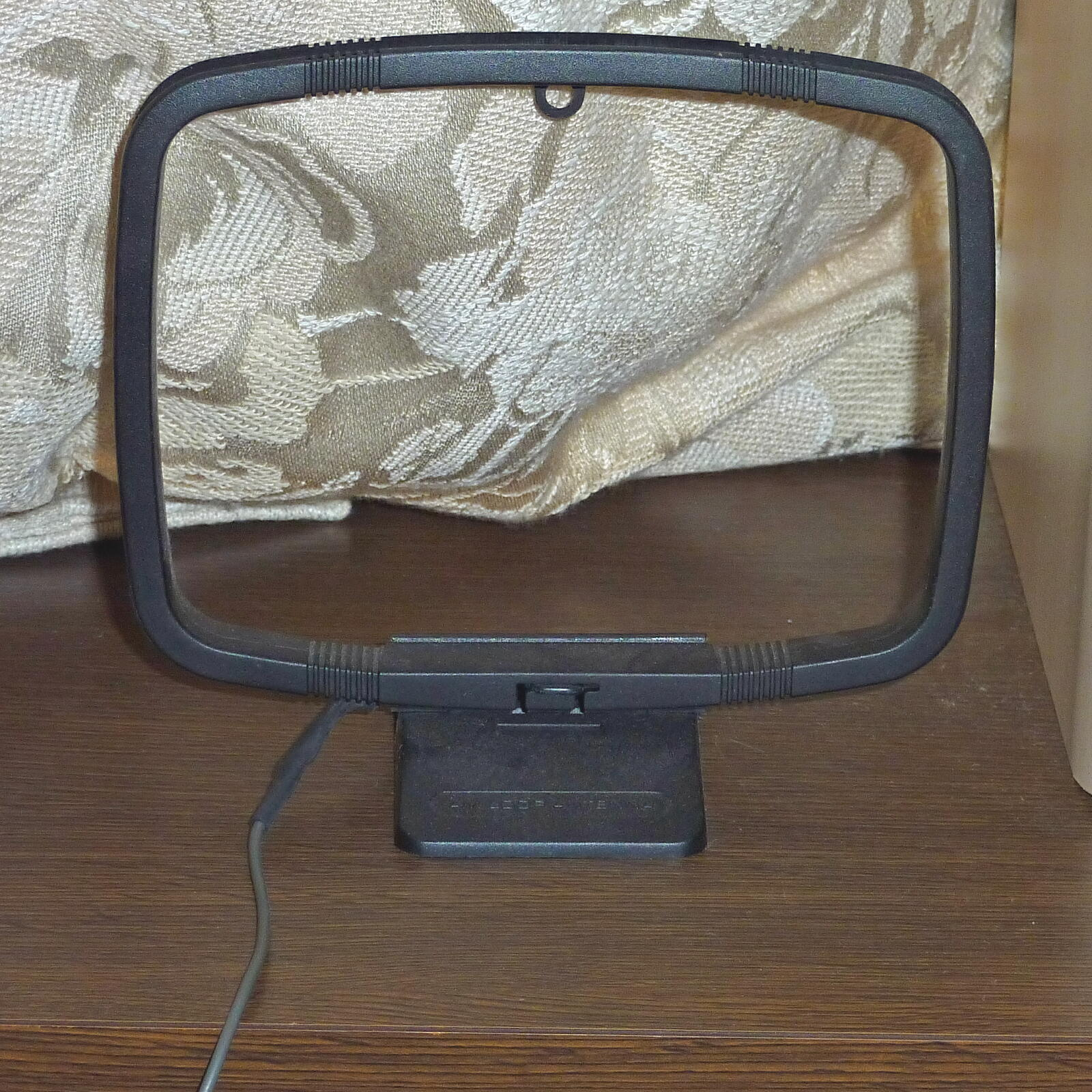
用于接收的小环形天线，由约10匝线圈围绕一个12 cm×10 cm矩形框构成。

当环形天线周长远小于工作波长（典型值λ/8至λ/100）时，称为小型接收环形天线，因该尺寸仅适用于接收场景。其部分性能参数（含接收功率）与环面积成正比。在面积一定时，圆形因所需导体长度最短（对应最小损耗电阻）而成为最优构型。此类天线通常用于14 MHz以下频段，该频段人为干扰与大气噪声占主导，故只要尺寸不过小，低效率对信噪比影响有限。
具有空心结构的接收环的典型直径在30–100 cm之间 。为了增强环路中的磁场并以此提高其效率，同时大大减小尺寸，通常将线圈缠绕在铁氧体棒磁芯上；这称为铁氧体环形天线。这种铁氧体环形天线几乎用于所有AM广播接收器。但汽车收音机因为AM波段的天线需要位于会屏蔽AM频段信号的金属车架之外，常用单极子天线等。
小型环形天线在无线电测向中也很受欢迎，部分原因是它们在环轴上具有极其尖锐、清晰的“零深”：当环轴直接对准发射器时，目标信号会突然消失。 

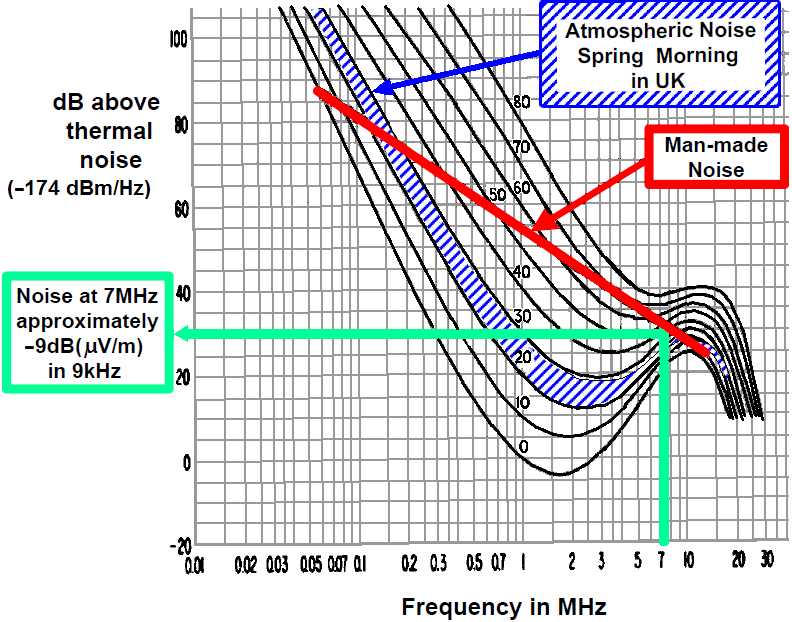
LF 、MF和HF频谱的大气噪声量。（来源：CCIR 322）该图显示人为噪声（“干扰”，“QRM”）和自然大气噪声（“静态”，“QRN”）均在20 MHz以上急剧下降 ，但当频率低于10 MHz时，随着频率的下降，它们的功率之和上升。

小型环形天线的辐射电阻Rrad通常比构成环的导体的损耗电阻Rℓoss小得多，从而导致天线效率较差。 因此，输送到小环形天线的大部分功率将被损耗电阻转化为热量，而不是用来发射无线电波或收集无线电波（有用功）。
对于发射天线来说，浪费功率是不可取的，但对于接收天线来说，在频率低于15 MHz时，效率低下并不重要。在较低频段，由于大气噪声（静电）和人为噪声（干扰），甚至是来自低效天线的微弱信号也比无线电接收器自身电路中产生的内部热噪声或约翰逊噪声强得多，因此来自环形天线的微弱信号可以在不劣化信噪比的情况下被放大，因为两者都被相同的放大系数放大。 
例如，在1 MHz处，人为噪音可能比热噪声基底高55 dB。如果小型环形天线的损耗为50 dB（等价于天线加上了一个50 dB 衰减器），那么该天线的电气效率低下对接收系统的信噪比的影响就很小。相比之下，在外部噪声较少的频率（大约20 MHz 及以上）下，天线损耗为50 dB 可能会使接收信噪比降低高达50 dB，导致性能很差。
然而，即使是在高频段也不用担心性能变糟糕：在更高、外部噪声更小的频率下，波长变得足够短，使得上一节所讲的光环天线尺寸足够小而可以实现——当接收频率为20 MHz时，只需要直径略小于2.4 m——并且随着频率的增加而线性缩小。因此，随着频率提高，外部噪声变小，用更大但仍然相对紧凑的光环天线替换小型接收环形天线就越方便。它基本上是小型接收环形天线的直接替代品，但具有更优越的信号接收性能。 

#### 辐射模式和极化

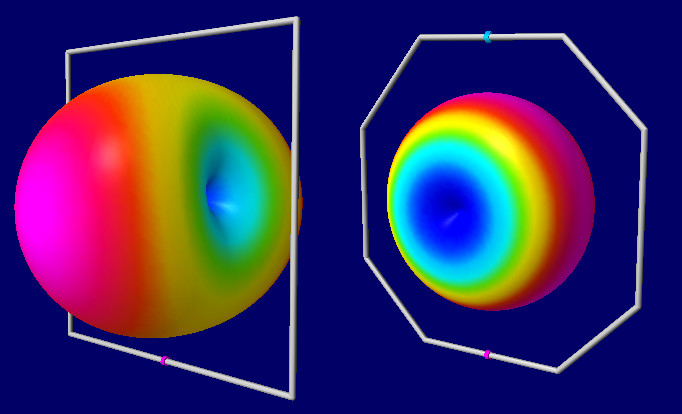
环形天线的辐射模式。距原点的距离与该方向的功率密度成正比。全波环（左）最大功率点在导体平面的法向，而零深点位于导体面内，小型环型天线（右）在导体平面内发射最大功率，而零深点位于导体平面的法向。

小型环形天线的辐射和接收模式与周长接近一个波长的大型自谐振环形天线的辐射和接收模式正交。由于环路比波长小得多，因此任何时刻的电流在圆周上是准静态的。根据对称性原理，沿环轴垂直入射的电磁波在环两侧绕组感应的电压相互抵消，形成轴向零深。 相反，环平面内的入射波因近远端相位差产生非完全抵消，形成辐射峰值。增大环尺寸可显著提升相位差，使辐射电阻和天线效率呈超线性增长。
我们也可以从另一个角度看小型环形天线：根据安培定律，将其简单地视为与线圈平面垂直方向上的磁场耦合的电感线圈。然后考虑垂直于该平面传播的无线电波。由于自由空间中电磁波的磁场（和电场）是横波（在传播方向上没有分量），可以看出电磁波的磁场和小型环形天线的磁场将成直角，因此不会耦合。出于同样的原因，在环路平面内传播的电磁波，其磁场垂直于该平面，与线圈的磁场耦合。由于传播电磁波的横向磁场和电场成直角，因此这种波的电场也在环的平面内，因此天线的极化（电场矢量的方向，而不是磁场的方向）在该平面。
因此，将小型环形天线水平安装上将得到一个水平极化的全向天线；垂直安装小型环形天线将得到一个垂直极化的弱方向性天线，但沿环轴线方向具有异常尖锐的零深。 接收天线倾向于使其周长为四分之一波长或更短以确保零深锐度。而下文所述的发送天线则设计得尽可能大，周长为三分之一波长到半波长，以牺牲零深换取辐射电阻提升。

#### 接收器输入调谐
由于小环天线本质上是一个线圈，因此它的电阻抗是感性的，其感抗远大于其辐射电阻。为了耦合到发射器或接收器，通常用并联电容来消除感抗。 由于良好的环形天线需要具有较高的Q因子（窄带宽），电容器必须是可变的，并进行调节以匹配接收器的调谐。
小环接收天线也几乎总是使用平行板电容器产生谐振，这使得它们的接收带较窄，仅对特定频率敏感。这使得天线与（可变）调谐电容器一起，可以充当接收器前端的调谐输入级，代替预选器。

### 利用小型环形天线进行测向

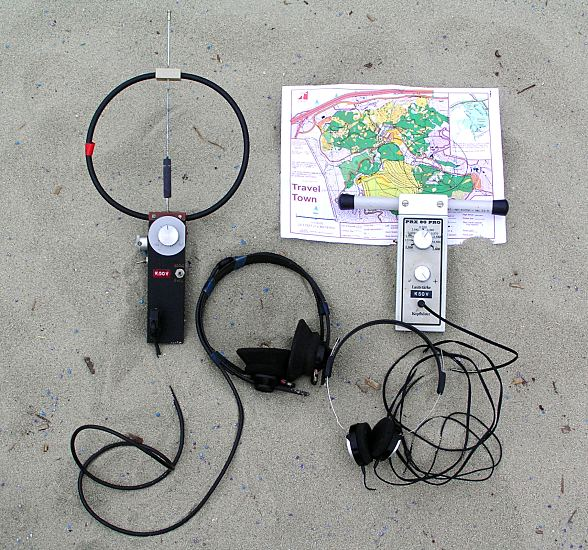
波长80米（3.5 MHz）的环形天线及接收机与配件，用于无线电测向运动。

只要环路周长在 1 /4波长以下，小型环形天线的方向图在环平面法线方向上就有尖锐零深，因此小型环形天线适合用作长波长电磁波的紧凑型无线电测向天线。
利用其进行无线电测向的过程是旋转环形天线来找到信号消失的方向——“零”方向。由于零深点可能出现在环轴的两个相反方向上，因此必须采用其他方法来确定信号零深点位于天线的哪一侧。一种方法是依靠位于另一个位置的第二个环形天线，或者将接收器移动到另一个位置，然后使用数学方法——三角测量。
除了三角测量之外，还可以将第二个偶极子或垂直天线与环形天线或环棒天线进行电气组合。这被称为感应天线，连接并匹配第二个天线会将组合辐射模式改变为心形，仅在一个（不太精确的）方向上为零。可以使用感应天线确定发射器的大致方向，然后断开感应天线会返回环形天线方向图中的尖锐零点，从而可以确定精确的方位。

### AM广播接收天线
小型环形天线损耗大，发射效率低，但在中波（520–1710 kHz）广播频段及更低频段却实用。此波段下，波长尺寸的天线过大而不实际，并且由于大量大气噪声，不需要很高的天线效率。
AM广播接收器（以及面向消费市场的其他低频收音机）通常使用小型环形天线，即使是在可以连接伸缩天线进行FM接收的情况下也是如此。环形天线和连接在其上的可变电容器形成谐振电路，当该电容器跟踪主调谐时，该谐振电路也会调谐接收器的输入级。多波段接收器可能包含沿着环形绕组的抽头点，以便在更广的频带调谐环形天线。
在20世纪中叶铁氧体发明之前制造的AM收音机中，天线可能由安装在收音机后壁上的数十圈电线组成——平面螺旋天线——或由单独的、可旋转的、家具大小的环绕电线的架子组成——框架天线。

#### 铁氧体

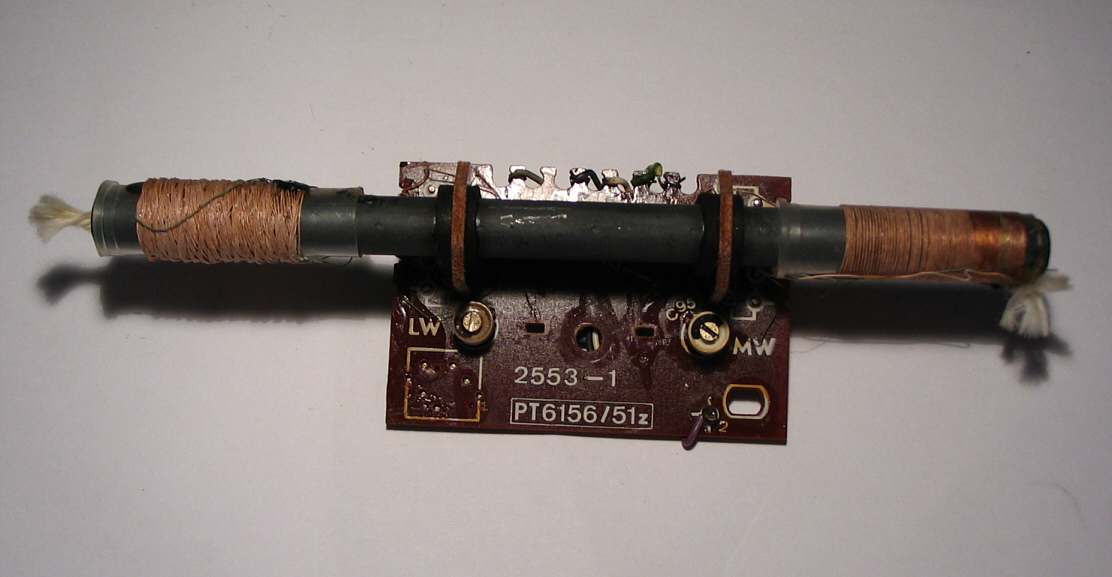
AM收音机的铁氧体环棒天线具有两个绕组，一个用于长波接收，一个用于中波（AM 广播）接收。大约10 cm长。铁氧体天线通常封装在无线电接收器内部。

铁氧体环形天线是通过将细线缠绕在铁氧体棒上制成的。它们普遍用于调幅广播接收器。  （p.  23） 这种天线又名环棒天线、铁氧体棒天线或铁受体天线或铁棒天线。通常，在中波和较低的短波频率下，使用利兹线进行缠绕以减少趋肤效应损失。在所有频率下都使用精心设计的“篮式编织”图案，以减少线圈中的绕组间电容，确保环路自谐振远高于工作频率，这样它就可以充当一个可以与调谐电容器谐振的电感器，从而改善环路品质因子。
加入磁导芯可以增加小环路的辐射电阻， 从而减轻因欧姆损耗造成的效率低下。与所有小型天线一样，此类天线相对于其有效面积而言非常小。缠绕在铁氧体上的典型AM广播无线电环形天线的横截面积可能只有1 cm2（0.16 sq in） ，此时理想（无损）天线的有效面积将大几亿倍。即使考虑到铁氧体棒天线的电阻损耗，其有效接收面积也可能是环路物理面积的100倍。 

### 小型发射环形天线
小型发射环形天线比全波长天线小，但比小型接收环形天线要大得多。它们通常用于 14–30 MHz之间的频率。与接收环形天线不同，小型环形天线的尺寸必须按比例放大以适应更长的波长，以防止辐射电阻过低以至于无法；它们的尺寸较大，因而会模糊或消除小型接收环形天线提供的特别尖锐的零深点。

#### 尺寸、形状、效率和模式

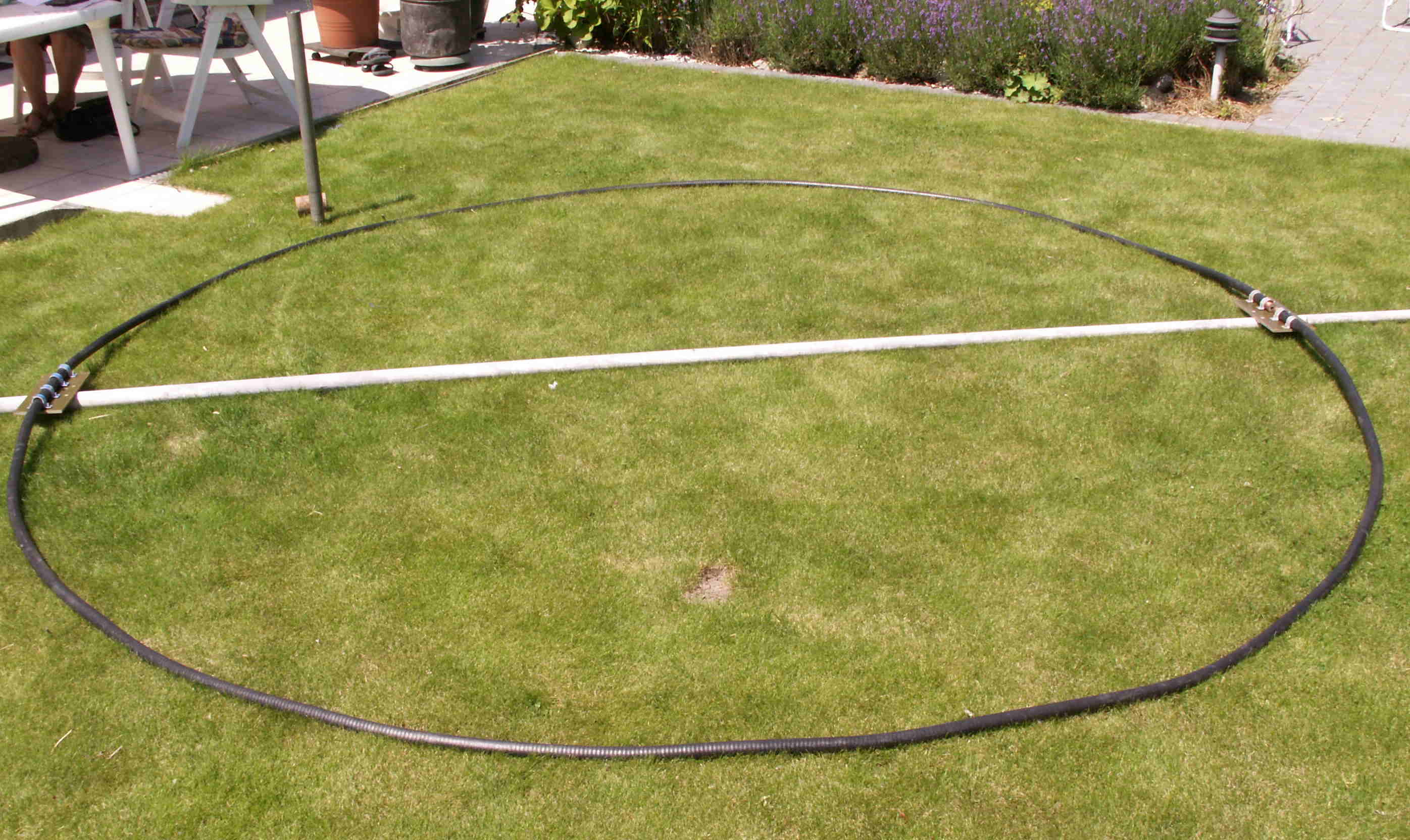
正在建造的业余无线电环形天线

发射环形天线通常由一圈大直径导体组成；通常为圆形或八边形，以最大化给定周长的封闭面积，从而最大限度地提高辐射电阻。这些较小的环形天线的效率远低于性能卓越的全尺寸自谐振环形天线或效率适中的单极子、偶极子和光环天线，但在没有足够空间容纳全波环形天线或半波偶极子的地方，小型环形天线也能以较低但可以接受的效率提供足够的通信。  
周长不超过十分之一波长的小型发射环形天线，其沿导体的电流分布相对恒定， 主瓣位于环平面内，因此会呈现小型接收环方向图中常见的零深特征，但更接近信号衰减而非亚λ/10测向环的完全信号消失。周长在10%至30%（甚至接近50%）波长之间的环形结构可通过串联电容调谐至谐振，但其非均匀电流将削弱或消除小型环形天线的方向图零深。当周长小于半波长时需使用电容调谐；大于半波但不足全波时则需电感调谐。
处于小型发射环形天线尺寸范围内的天线，其电流既不具备极小环的均匀性，也不符合大环的正弦分布特性。因此既无法沿用小型接收环形天线的分析假设，也不适用全波环天线分析方法。此类天线性能最宜采用NEC数值模拟确定，这种天线的典型代表包括前文所述光环天线及G0CWT（Edginton）环。为简练起见，小型环天线导论常将讨论限定在周长小于λ/10的范围——因超过此尺寸时，"全环电流均匀"的简化假设将产生不可接受的误差。鉴于较大型光环可采用简易分析，中等尺寸小型环及其复杂分析方法常被文献忽略，导致众多具备天线知识的建造者无从了解适度小型化环的实际性能。

#### 用于陆地移动无线电
垂直架设的小型环形天线应用于3–7 MHz频段的军事陆地移动无线电系统。其核心优势在于能定向辐射能量至天顶方向（与常规鞭状天线的水平辐射模式不同），从而实现山地作战环境中最远300公里（190英里）的近垂直入射天波（NVIS）通信。对于NVIS来说，可以接受约为1%的典型的辐射效率，因为可以用1 W或更低的辐射功率建立通信链路——使用100 W发射器即可。
在军事用途中，天线可能采用单导体或双导体，直径为2.5–5 cm。环线本身直径通常为1.8 cm。

#### 功率限制和射频安全
使用小环作为发射天线会导致一个实际问题：小型发射环形天线会流过很大的电流，而且电容器两端的电压也很高——通常为数千伏——即使发射功率只有几瓦。环路越小（以波长为单位），电压越高。这需要相当昂贵且体积较大的高击穿电压谐振电容器，此外还需具有最小的介电损耗（通常需要气隙电容器甚至真空可变电容器）。

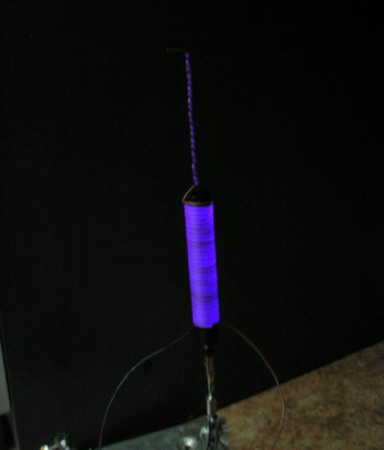
天线线圈周围的电晕放电。尽管看起来可怕，但负载线圈上的高电压并不像磁环中调谐电容器上的高电压那样具有威胁性。

增大环路直径会降低间隙电压，并提高效率；但是，所有其他效率改进措施都倾向于增加间隙电压：可以通过使用更粗的导体制作环路来提高效率；还可以通过用熔焊或钎焊连接代替锡焊降低导体损耗电阻。但是因为降低损耗电阻会增加天线的Q值，所以效率提高的结果是环路间隙处电容器两端的电压更高。在频率一定时，较小的小型环形天线比较大的小型环形天线更危险，相对地，相对高效的小型发射环形天线比低效的环形天线更危险。
小型环形天线电容负载引起的射频烧伤和冲击问题比短鞭状天线或偶极天线的电感负载更为严重。 鞭状天线的高天线电压通常只在负载线圈的上端造成麻烦，因为它分布在延伸的线圈长度上，而环形电容器板上的高电压（理想情况下）在所有板表面上都达到最大值。此外，单极子和偶极子天线的高压尖端通常安装在高处，远离触及范围，从而限制了射频灼伤的机会。相比之下，小型环形/磁环天线更适合安装在靠近地面的位置， 因此环形天线的所有部件（包括高压部件）都更容易触及。
总之，高Q值产生的高电压对小环路的威胁比对大多数其他小天线的威胁更大，需要更加小心，即使在非常低的发射功率下也是如此。

### 馈源环形天线
除了伽马匹配等其他常见的阻抗匹配技术外，有时还会通过将馈线连接到主环路包围区域内的更小的馈源环形天线来实现小型接收和发射环形天线的阻抗匹配。虽然它可能仍然通过接地系统连接，但这会使主回路与发射器之间没有其他直流连接。 馈源环和主环实际上是变压器的初级线圈和次级线圈，近场中的功率从馈电环感应耦合到主环，主环本身连接到谐振电容器并辐射大部分信号功率。
如果主环和馈线环都是单匝，那么嵌套环的阻抗变换比几乎正好是两个环各自面积之比，或者它们的直径之比的平方（假设它们具有相同的形状）。馈电环的典型尺寸为主环周长的1/8至1/5，对应阻抗变换比为64:1至25:1。通过调节馈电环与主环的间距及夹角，或改变馈电环形状，可对变换比进行中小幅度调整，从而实现馈电阻抗的精细匹配。对于多匝主环（更常见于中波频段），馈电环可与主环共用支撑框架绕制一到两匝，此时阻抗变换比精确等于两环匝数比的平方。

## 类似天线的非天线环路
一些所谓的“天线”看起来很像真正的环形天线，但设计用于与感应近场耦合，应用距离为1–2米 ，而不是在辐射远场中发射或接收长距离电磁波。由于这种差异，近场“天线”根本不是无线电天线（当其正确发挥设计用途时）。
同样，用于感应充电系统的耦合线圈，无论它们是在低射频还是高射频下使用，都不在本文中讨论，因为它们不是（或者理想情况下不应该是）无线电天线。

### RFID 线圈和感应加热
感应加热系统、电磁炉灶以及RFID标签和读取器均通过近场磁感应而不是远场传输波进行交互。所以严格来说，它们不是无线电天线。
虽然它们不是无线电天线，但这些系统确实在无线电频率下运行，并且涉及使用小型磁线圈，在行业中称为“天线”。然而，它们更有用的作用是被视为松耦合变压器中的绕组的类似物。尽管这些感应系统中的磁线圈有时看起来与上面讨论的小环形天线难以区分，但此类设备只能在短距离内操作，并且专门设计用于避免发射或接收无线电波。由于感应加热系统和RFID阅读器仅使用近场交变磁场，因此它们的性能标准与本文讨论的远场无线电天线不同。

## 脚注
1. ↑  当天线两端被短接时，环路中会产生与电磁波相应的电流，并且在谐振频率周围电流的相对幅度会剧增，这样的天线可被称为“自谐振”的。天线“谐振”指的是天线的输入阻抗（在大多数频率下呈电抗性）在该频率下呈纯阻性（电阻性）。
2. ↑  对于周长长于一个波长的环形天线，其方向性增益在周长达到1.4波长前呈现小幅提升，[1] 但对于更大的圆形环结构，辐射结构会劣化，表现为多波瓣分裂，垂直方向辐射完全消失或急剧衰减。
3. ↑  周长不大于 1 /3~ 1 /4波长的小型环形天线用于发送天线，尽管建造这样的天线需要努力地减小损耗电阻；实用的尺寸下界为约 1 /7~1/ 10 波长。
4. ↑  除了车载收音机
5. ↑  天线的“馈源点”指的是其馈线（射频传输线）连接天线辐射部分的连接点。
6. ↑  相对而言，光环天线的辐射阻抗要比1/ 4 ~1/ 10  波长环形天线高约10到500倍。
7. ↑  光环天线不需要容性终端负载，因为周长半波长附近的光环天线已经可以自谐振了。但是由于终端电容负载会在不必要的情形下出现，为了使天线重新谐振，偶极子的两臂必须进行剪短，传统上剪到四分之一波长的97%。

天线的两端常常会剪得比重新谐振需要的更短，并让两端更靠近来增大终端电容，来让光环天线的辐射模式跟阶级小型环形天线：更全向，并且垂直辐射大大减少。
8. ↑  损耗电阻不仅包括导体的直流阻抗，还包括趋肤效应和邻近效应
导致的增量。如果使用了铁氧体棒，损耗电阻还包括铁损。
9. ↑  光环天线是一种半波天线，它会向接收者发送很强的信号——基本上和传统偶极子天线的接收信号相同。

光环天线的接收模式与其替代的小型环形天线类似，但它不会产生小型接收环形天线那样的典型零深。光环天线像小型环形天线一样既可以竖直搭建，也可以水平搭建，这两种配置将会使其可分别提供双定向或全向接收模式。

用光环天线取代小型接收环形天线的主要缺点是普通的环形天线之在它们设计大小对应频率的附近工作：基于上述考虑光环天线不是小型环形天线的直接替代。尽管光环天线在其设计频率附近拥有相当于偶极子天线的带宽，现在没有任何设计能重新调谐光环天线使其工作于更宽泛的频带，而小型环形天线则可以实现这一点。
10. ↑  AM广播传统上使用垂直极化波，所以AM收音机的内部天线为垂直面内的环形天线（亦即其磁芯是水平方向的，环形天线缠绕其上）。可以通过调谐到某个AM广播电台（推荐信号较弱的），将收音机在水平面内旋转一周来演示这种天线的方向性。在某个特定角度（以及其180度对拓点），广播电台会在零深点方向，亦即在其磁芯的方向（环的法向）。在该点处接收该台会导致严重的衰落。
11. ↑  尽管串联的电容器可以用于抵消电抗性阻抗，但这样做会导致接收器或发送器感受到非常小的电阻性阻抗。另一方面，并联的电容器会产生并联型谐振。在谐振点，当电容的电纳抵消了天线的电纳时，环形天线+电容器谐振电路会在馈电点产生非常大的电阻性阻抗，从而为接收器的输入级提供更高的电压。

但要注意，在馈源点测量到的增加的电阻是阻抗变换的结果：谐振电感（环形天线）+电容网络会放大环路所有不同的阻抗，因此环形天线的馈源点电阻并非实际的辐射电阻——后者要小得多。（天线效率没有提升）
12. ↑  安装在不能容纳天线的金属车体中的收音机是一个重要的例外，因为机架和仪表盘会阻挡它们的中波调幅接收。汽车收音机必须使用外置天线，基本上这种外置天线不会是铁氧体环形天线。
13. ↑  对于直线天线，使用负载线圈进行匹配也会在天线末端和负载线圈中产生高电压，但与电容器不同，高电压差沿线圈均匀分布。为了预防潜在的危险，它通常故意做得更长更细，尽管粗短形状效率会更高。
14. ↑  土壤对无线电波的磁场部分来说更接近于透明，并且更容易吸收或反射射频波的电场部分。而线形天线更容易与电场部分相作用。